# Gudeoch

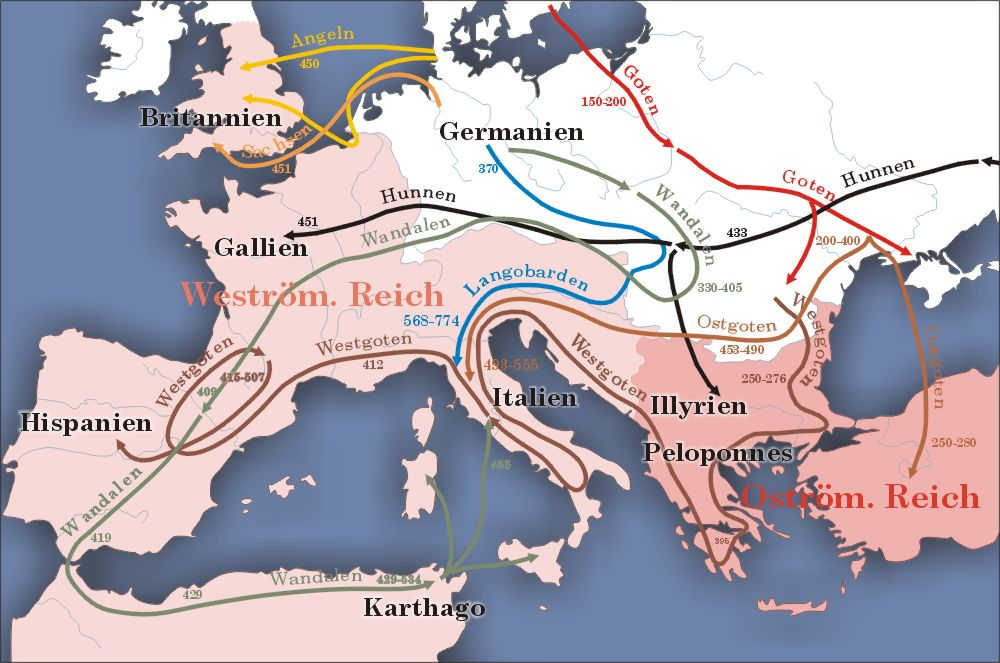
Postup Langobardů Evropou v období stěhování národů

Gudeoch také Godehoc (?–488?) byl ve druhé polovině 5. století langobardský král, následník svého otce Hildeocha. Patřil k lethingské dynastii.
Langobardi byl germánský národ, který je zmíněn již v roce 98 našeho letopočtu, v knize De origine et situ Germanorum římského historika Publia Cornelia Tacita, kde jsou popsáni jako výteční válečníci. Langobardi migrovali na počátku období stěhování národů od Baltu na jih a na východ Evropy. Gudeoch vládl v době, kdy se Langobardi přesouvali podél řeky Labe na území dnešních Čech, Moravy a dále na jih do Rugilandu, bývalé provincie Noricum, které opustil kmen Rugiu, když byl poražen Odoakerem. Toto území si nárokoval i kmen Herulů, jehož byl Gudeoch vazalem. Po jeho smrti se jeho následníkem stal jeho syn Claffo.